# Alvania auberiana
Alvania auberiana är en snäckart som först beskrevs av d'Orbigny 1842.  Alvania auberiana ingår i släktet Alvania och familjen Rissoidae. Inga underarter finns listade i Catalogue of Life.